# El hombre que se reía del amor
El hombre que se reía del amor es una película española de comedia estrenada en 1933 y dirigida por Benito Perojo.
Está basada en la novela homónima del escritor Pedro Mata y Domínguez publicada en 1924.

## Sinopsis
El seductor Juan Herrero se enamora de Addy, una misteriosa mujer inglesa con la que ha coincidido en las ciudades de Lisboa, Niza y Roma.

## Reparto
- María Fernanda Ladrón de Guevara como Addy
- Rafael Rivelles como Juan Herrero
- Rosita Díaz Gimeno como Carmen
- Antoñita Colomé como Napolitana
- Pilar Soler como Camarera